# Карл V (король Франции)
Карл V Мудрый (фр. Charles V le Sage; 21 января 1338, Венсен — 16 сентября 1380, Париж) — король Франции с 1364 года из династии Валуа. Старший сын короля Франции Иоанна II Доброго и его первой жены Бонны Люксембургской. В 1356—1360 годах и в начале 1364 года (во время пребывания отца, Иоанна II, в английском плену) — регент Франции. Его царствование знаменует собой конец первого этапа Столетней Войны: Карл V смог практически полностью вернуть территории, потерянные его предшественниками, и восстановить власть над государством.
В течение некоторого времени[когда?] Карл был близок к реформаторскому движению. Когда его отец Иоанн Добрый был в плену в Англии, дофин оказался главой контролируемой монархии. Несмотря на амбициозные проекты Карла Наваррского и Этьена Марселя, Карлу удалось спасти корону Валуа, хотя страна в тот момент погрузилась в гражданские войны. После коронации 1364 года Карл восстановил королевскую власть, сделав ставку на правовое государство и следуя политике твёрдой монеты, заложенной ещё советниками его отца. В результате люди начали сравнивать правление Карла V с благословенными временами Людовика Святого, который традиционно считался хорошим королём (фр. bon roi).
Карл V формализовал децентрализацию власти с помощью политики раздачи апанажей, над которыми он сохранял власть, финансируя их благодаря введению долговременных налогов. Эти новые доходы позволили ему также создать во Франции регулярную армию, которая вместе с войсками его братьев покончила с отрядами наёмников, разорявшими страну, а затем и нанести поражение англичанам. Эта победа стала возможной благодаря и дипломатическим успехам: Карл V смог вернуть под свою власть гасконских вассалов, которые относились к Англии благосклонно, и изолировать их ото всей Европы. Эти победы в большой степени повлияли на формирование зарождавшегося национального самосознания, в результате которого англичане стали восприниматься французами как захватчики. И, наконец, царствование Карла V ознаменовано Великой Схизмой.

## Характеристика и внешний облик Карла V
Карл V резко выделяется из числа своих ближайших предшественников и преемников. Несмотря на серьёзную болезнь, перенесённую Карлом V в молодости, в 1349 году, он не был таким тщедушным человеком, как его описывали (в 1362 году после долгой болезни король весил 73 кг, а в 1368 — 77,5 кг). Но хрупкое здоровье заставляло его держаться на расстоянии от турниров и полей сражений: его правая рука была такой опухшей, что он не мог в ней держать тяжёлые предметы. В силу своего слабого здоровья Карл V первым из французских королей даже номинально не командовал войсками, передоверив эту ранее исключительно королевскую функцию профессиональным военным, из которых самым выдающимся был коннетабль Бертран дю Геклен.
У Карла V был живой ум, его можно было бы назвать даже коварным человеком. Кристина Пизанская характеризовала короля как «мудрого и хитрого» («sage et visseux»). Характер Карла V сильно отличался от темперамента его отца, который часто подвергался яростным, но непродолжительным вспышкам гнева. Кроме того, Иоанн Добрый окружал себя только теми людьми, с которыми его связывали узы дружбы: Карл поступал иначе. Такое различие между отцом и сыном приводило к постоянным ссорам, которые впервые начались, ещё когда Карл был мальчиком.
Зато Карл V проявлял необычный для монархов того времени интерес к искусству, литературе, архитектуре. Он был очень образованным человеком. Та же Кристина Пизанская описывает его как интеллектуала, в совершенстве овладевшем всеми семью свободными искусствами. Кроме того, Карл был и чрезвычайно набожным королём. Это благочестие позволяло ему переносить все невзгоды, в том числе и проблемы со здоровьем, поправить которое медицина того времени была не в силах. Среди всех монашеских орденов он выделял целестинцев, которых постоянно поддерживал. Король также был любителем астрологии и других оккультных наук. Инвентарная опись его библиотеки 1380 года включает около 30 произведений, повествующих о геомантии, а примерно седьмая часть всех его книг была посвящена астрологии, астрономии и другим наукам, связанных с гаданиями. Однако эти его увлечения противоречили доктринам церкви и университета, поэтому все оккультные верования составляли лишь часть личной жизни государя и не влияли на принятие им политических решений.
Подобно Людовику Святому и Филиппу IV Карл V ясно сознавал как величие своего сана, так и огромную ответственность, возложенную на него вместе с короной. Всегда и во всём Карл V будет доказывать окружающим, что все его войны справедливы, решения направлены законом, налоги собираются исключительно для блага страны. Неагрессивный и юридически дотошный король усвоил для себя стратегию поведения, позволившую Франции преодолеть катастрофу первых десятилетий Столетней войны и получить необходимую передышку.

## Детство короля
Карл V воспитывался при дворе вместе с другими детьми своего возраста. Позднее он оставался близок с людьми, которые окружали его в этот ранний период жизни. Среди них были его дядя Филипп Орлеанский, три его брата Людовик, Жан и Филипп, а также Людовик де Бурбон, Эдуард и Роберт де Бар, Годфруа де Брабант, Луи д’Эврё (брат Карла Злого), Жан и Карл д’Артуа, Карл д’Алансон и Филипп Руврский. Наставником будущего короля был, возможно, Сильвестр де ля Сервель, который обучал мальчика латыни и грамматике.

### Первый дофин
Граф Гумберт (Юмбер) II, разорившийся и оставшийся без наследников после смерти единственного сына, решил продать земли Дофине, которые входили в состав Священной Римской империи. Но так как ни папа, ни император не отреагировали на его предложение, то он заключил сделку с французским королём Филиппом VI. Согласно договору, эти земли должны были быть переданы сыну будущего короля Иоанна Доброго. Таким образом, Карл, старший сын Иоанна, стал первым дофином во французской истории. Ему едва исполнилось 11 лет, однако уже тогда он впервые ощутил груз власти на своих плечах. Карл привёл к присяге прелатов и получил оммаж от своих новых вассалов.
Контроль над этими землями был очень важен для Франции, так как Дофине находилось в долине Роны, через которую проходил важнейший ещё со времён античности торговый путь, соединяющий Средиземноморский регион и север Европы. Французы, таким образом, могли теперь напрямую связываться с Авиньоном, папским городом и важнейшим дипломатическим центром всей средневековой Европы. Несмотря на свой юный возраст, дофин начал добиваться, чтобы его подданные признали своего нового господина, а также вмешался в междоусобную войну между его вассалами. Тогда он получил первый опыт управления, чрезвычайно пригодившийся ему в будущем.

### Свадьба
Во время Чёрной смерти 1349 года (умерли мать Бонна Люксембургская и бабушка Жанна Бургундская) удалился в Дофине и в августе-декабре тяжело болел. Перенесённая из-за траура свадьба дофина на Жанне де Бурбон, с дозволения папы римского (молодые — внучка и правнук Карла Валуа), состоялась 8 апреля 1350 года, в Тэн-л’Эрмитаж при небольшом числе гостей из-за эпидемии чумы.

## Сближение с реформаторской партией

### Экспедиция в Нормандию
22 августа 1350 года умер дед дофина, король Филипп VI. Карл был вызван в Париж, а 26 сентября 1350 года участвовал в Реймсе в коронации своего отца Иоанна II. Тогда же последний сделал Карла рыцарем Ордена Звезды. Однако наследственное право на престол как самого Иоанна, так и всего рода Валуа, ставилось некоторыми феодалами под сомнение. Отец Иоанна, Филипп VI, которого иногда называли «обретённым королём» (фр. roi trouvé), потерял всякое доверие своих подданных после сокрушительного поражения при Креси, потери Кале, вследствие гибельных последствий эпидемии чумы и обесценивания денег. Поэтому королевская партия столкнулась с оппозиционными настроениями, распространившимися по всей стране. Одну из таких противоборствующих партий возглавил Карл II Наваррский, прозванный Злым, чья мать Жанна отказалась в 1328 году от французской короны в пользу наваррской. Карл II в тот момент стал старшим представителем своего рода. Амбициозный человек, он сумел объединить вокруг себя всех недовольных правлением первых Валуа. В этом деле его поддерживали родственники и их союзники: семьи из Булони (граф Булонский, кардинал, два их брата и их родственники из Оверни), шампаньские бароны, верные Жанне Наваррской (матери Карла Злого и внучке последней графини Шампаньской), а также приверженцы Роберта д’Артуа, изгнанного из французского королевства Филиппом VI. Более того, Карл Злой опирался на могущественный Парижский университет и на торговцев северо-западной части Франции, которые жили только благодаря торговле через Ла-Манш.
Для королевской партии Нормандия создавала определённые проблемы. Это герцогство зависело как от морской торговли через Ла-Манш, так и от речного пути по Сене. Нормандия уже более 150 лет не была английской землёй, но владельцы земли (представители дворянства и духовенства) часто имели владения как по эту сторону пролива, так и по ту (со времён нормандского завоевания Англии или в результате удачно заключённых браков, на правах наследования). Поэтому официальное признание французского или английского суверена могло в любом случае привести к конфискации части их земель. Нормандские феодалы объединились между собой, чтобы в случае необходимости дать совместный отпор врагу, кем бы тот ни был. Тем более у них были хартии, которые гарантировали Нормандии довольно широкую автономию. Рауль де Бриенн — довольно показательный пример подобной автономии. Он вёл независимую внешнюю политику, и даже если он и командовал французской армией, посланной в Шотландию, то лишь как капитан, нанятый по контракту, а не связанный обязательствами перед королём.

## Регентство 1356—1360. Внутренняя смута и её преодоление
После битвы при Пуатье 19 сентября 1356 года бежавший с поля боя дофин Карл в качестве регента правил, пока Иоанн II был в английском плену. Англичане оккупировали значительную часть страны, правящую элиту раздирали неурядицы.
В октябре 1356 года, нуждаясь в деньгах, король созвал Генеральные Штаты (преобладало третье сословие во главе с парижским прево Этьеном Марселем и сторонники Карла Злого, заключённого в тюрьму Иоанном II).
Штаты потребовали освобождения Карла Злого и создания при дофине для контроля над финансовой деятельностью правительства избираемый Штатами совет из 4 прелатов, 12 рыцарей и 12 горожан. После проволочек (свидание с императором Карлом IV в Меце), новая сессия Штатов вынудила короля издать 3 марта 1357 года Великий мартовский ордонанс.
Согласно ордонансу назначением и снятием чиновников отныне должна была ведать комиссия Штатов, в Королевский Совет были введены 6 представителей Штатов, расходование дофином экстраординарных субсидий контролировалось Штатами, сами Штаты должны были созываться регулярно. Попытка Карла летом 1357 года отменить ордонанс была сорвана Этьеном Марселем. В ноябре 1357 года из тюрьмы бежал Карл Злой, в феврале 1358 года Штаты заставили дофина Карла примириться с ним. Парижане ворвались во дворец дофина и на его глазах перебили его приближённых, в том числе двух маршалов.
Карл решительно порвал со Штатами: 14 марта 1358 года принял титул регента, 25 марта 1358 года бежал из Парижа в Санлис и созвал лояльные Штаты в Компьени, в противовес парижским.
Летом 1358 года вся Центральная Франция была потрясена стихийным крестьянским восстанием Жакерия. Перед лицом общей опасности феодалы сплотилась и Карл Злой разбил «жаков». Дофин коварно разжигал конфликты между Парижем и Штатами, в результате чего 31 июля Этьен Марсель был убит горожанами, а Карл Злой покинул Париж. 3 августа дофин вернулся в Париж моральным победителем; после недели казней 10 августа объявил всеобщую амнистию. Штаты были разогнаны, Великий ордонанс отменён.
Королевская власть вышла из небывалого кризиса.

## Мир в Бретиньи (1360)
Следующей заботой Карла стало прекращение войны и освобождение отца. Умело затягивая переговоры и сбор денег для выкупа, дофин сумел свести на нет катастрофические для территориальной целостности Франции так называемые Первый и Второй Лондонский миры (январь 1358 года и март 1359 года), подписанные пленённым Иоанном II. Разъярённый Эдуард III лично возглавил очередной набег на Францию, закончившийся для англичан позорной неудачей: генерального сражения французы так и не приняли, деморализованная английская армия была способна только к грабежам и насилиям. 8 мая 1360 года дофин Карл и Эдуард Чёрный принц согласовали в Бретиньи условия «вечного мира».
По условиям мирного договора в Бретиньи на юго-западе Франции образовывалось государство, включавшее в себя английскую Гиень, Сентонж, Пуату, Руэрг, Лимузен и Бигор. Это государственное образование, обычно называемое Великой Аквитанией, переходило Эдуарду Чёрному Принцу и полностью освобождалось от вассальных уз к Франции. Собственно Англии отходили фактически захваченные ею Кале, Понтье, Гин. Выкуп за Иоанна II сокращался с 4 до 3 млн золотых экю. Эдуард III отказывался навсегда от претензий на корону Франции. Учитывая трагические обстоятельства первых десятилетий войны, тяжелейшие поражения при Слёйсе, Креси и Пуатье, едва преодолённый кризис государственной власти, для Франции этот мир был несомненным успехом.
Окончательный мир был ратифицирован Эдуардом III и Иоанном II в Кале 24 октября 1360 года. Хитроумный дофин в последний момент добился внесения в текст договора крохотной оговорки, оказавшей важное влияние на последующие события Столетней войны. Обмен отречениями (Эдуард III отрекался от французской короны, а Иоанн II — от суверенитета над Великой Аквитанией) должен был состояться не в момент подписания договора (так предполагалось в Бретиньи), а только после полной передачи англичанам уступаемых территорий. Поскольку передача территорий затянулась на много лет, обмена отречениями так и не состоялось, и французская корона сохранила за собой права сюзерена над отторгнутыми областями.
После подписания мира Иоанн II был освобождён, до полной выплаты выкупа его в плену заменили другие заложники. Полномочия Карла прекратились, и он отошёл в тень.

## Успехи первых лет царствования (1364—1368)
Летом 1363 года бежал из плена Людовик I Анжуйский, один из французских заложников, которые должны были находиться в Кале вплоть до выплаты полного выкупа за Иоанна II. Иоанн II Добрый счёл себя обесчещенным поступком сына и в январе 1364 года вернулся в Лондон. Отъезд Иоанна II вновь сделал дофина Карла регентом. Скоропостижная кончина Иоанна II в Лондоне 8 апреля 1364 года превратила дофина в короля Карла V.
Первые годы царствования Карла V были посвящены решению нескольких тактических вопросов, препятствовавших стабилизации Франции. Королю удалось решить четыре основных: сломить Карла Злого, добиться оммажа от герцога Бретонского, удалить из страны рутьеров, устроить выгодный для Франции брак своего младшего брата Филиппа II Смелого.
После смерти последнего герцога Бургундии в 1361 году Иоанн II, пренебрёгши законными правами Карла Злого на бургундское наследство, присоединил Бургундию к домену, а затем в 1363 году передал её в апанаж своему самому младшему брату Филиппу II Смелому. Карл Злой начал в 1364 году войну против короля, положение было критическим, так как Париж был окружён со всех сторон городами, принадлежавшими мятежнику. Но 16 мая 1364 года французы под командованием Дюгеклена разбили Карла Злого при Кошереле, а в следующем году Карл Злой сложил оружие. Все города вокруг Парижа, ранее принадлежавшие мятежнику, были у него отняты, а взамен отдан далёкий Монпелье. Разбитый Карл Злой перестал быть опасным для Карла V.
В Бретани положение было худшим, и только дипломатия Карла V сумела превратить в победу то, что должно было стать поражением. Продолжавшаяся четверть века война за бретонское наследство между французским претендентом Карлом Блуаским и английским — семьёй Монфоров закончилась 24 сентября 1364 года поражением в битве при Оре, гибелью Карла Блуаского и пленением Дюгеклена. В апреле Карл V признал Иоанна IV Монфора герцогом Бретонским, одновременно добившись оммажа от этого рьяного друга Англии. Таким образом, Бретань, хоть и доставшаяся английскому ставленнику, осталась вассалом Франции.
Проблема рутьеров — наводнивших Францию наёмников — после прекращения войны перешедших к грабежам и насилию над мирным населением, была решена Карлом V не менее талантливо. Они под руководством Дюгеклена были посланы в Кастилию на помощь Энрике Трастамаре в борьбе с королём Педро Жестоким. Хотя военный успех не всегда сопутствовал Дюгеклену, проблема была решена — рутьеры во Францию уже не вернулись.
Удачным был для Франции и организованный Карлом V фламандский брак его брата Филиппа II Смелого. Между Англией и Францией развернулось соперничество за руку богатейшей наследницы — Маргариты Фландрской, которая должна была унаследовать от своего отца Людовика Мальского Фландрию, Невер и Ретель, а от бабки (Маргариты, дочери французского короля Филиппа V) — Артуа и Франш-Конте. Эдуард III и Людовик Мальский уже договорились о браке Маргариты с четвёртым сыном Эдуарда Эдмундом, герцогом Йоркским. Предполагалось, что Эдмунд получит от отца в апанаж Кале, Понтье и Гин, что вместе с наследством Маргариты привело бы к созданию сильного проанглийского государства на севере и окончательному выходу Фландрии из-под французского влияния.
Карл V добился от папы Урбана V запрета на предполагаемый англо-фламандский брак. В противовес в 1367 году в мужья Маргарите был предложен Филипп II Смелый. Бабка невесты, будучи француженкой, приветствовала этот союз, а вот согласие Людовика Мальского было получено ценой невероятных дипломатических усилий только в 1369 году Брак Филиппа II Смелого и Маргариты Фландрской положил навсегда конец англо-фламандскому союзу, избавив Францию от угрозы с севера.

## Возобновление Столетней войны (1368—1374)
Первые годы своего царствования Карл V строго соблюдал условия мира в Бретиньи. К 1368 году передача англичанам уступленных им по договору земель практически завершилась. Более половины выкупа за Иоанна II было внесено, за что Эдуард III освободил всех принцев — заложников. Тем не менее, обмена отречениями, который по мирному договору должен был завершить примирение бывших противников, так и не произошло. Этим и воспользовался Карл V.
Правивший Великой Аквитанией Эдуард Чёрный принц для покрытия расходов на свою амбициозную внешнюю политику и расплаты со своими наёмниками ввёл в начале 1368 года подымную подать. Местные Штаты покорно согласились с этим, но против высказались двое крупных вассалов — д’Арманьяк и д’Альбре, запретившие взимать подать на своих землях. Не придя к соглашению с Эдуардом, эти двое прибыли в июне 1368 года в Париж и принесли жалобу на Чёрного принца Карлу V как верховному суверену Аквитании. Согласно миру в Бретиньи Аквитания вышла из состава Франции, но, поскольку обмена отречениями так и не состоялось, Карл V принял жалобу и передал её в парламент. 3 декабря 1368 года Карл V объявил, что в соответствии с законом он не может отказать в правосудии своим подданным, в январе 1369 года парламент вызвал Чёрного принца на суд в Париж, в мае 1369 года парламент заочно осудил Эдуарда, а 30 ноября 1369 года Карл V объявил о конфискации владений принца. Столетняя война возобновилась.
Карл V убедил Дюгеклена придерживаться непривычной для рыцарства тактики. Дюгеклен не вступал в большие сражения, нападал только на небольшие отряды противника и своими манёврами вынуждал англичан отступать. Все грабительские набеги англичан заканчивались безрезультатно. В это же время Людовик I Анжуйский, королевский наместник в Лангедоке, действуя где подкупами, а где играя на патриотизме местных жителей, шаг за шагом освобождал от англичан территории Великой Аквитании. В итоге за пять лет войны (1369—1374) от английских владений на юго-западе остались только области Бордо и Байонны.
В январе 1374 года, ввиду полного обоюдного истощения противников, было заключено перемирие (Дюгекленом и Джоном Гонтом, третьим сыном Эдуарда III, в Перигё), закрепившее успехи французов.

## Последние годы царствования (1374—1380)
После провала мирных переговоров при посредничестве Людовика Мальского и легатов Григория XI Столетняя война в 1377 году возобновилась в форме мелких стычек и непродолжительных набегов англичан.
После раскрытия в 1378 году заговора с целью убийства Карла V король обвинил Карла Злого и приказал Дюгеклену конфисковать у него Эвре и Котантен, но Карл Злой успел продать порт Шербур англичанам.
В 1372 году изменил Франции герцог Бретонский Жан IV, только лишь в 1365 году принёсший оммаж Карлу V. Дюгеклен без боя занял Бретань, кроме английских крепостей Брест и Орей. В 1378 году Карл V объявил о конфискации Бретани у изменника Жана IV. Восставшие за национальную самостоятельность бретонцы разбили Дюгеклена. Герцогская власть Жана IV была восстановлена на западе Бретани под английским сюзеренитетом и его нового английского сюзерена.
Самой крупной неудачей короля было окончание Авиньонского пленения пап  в конце 1376 года. Карл V  в 1378 году поставил антипапой (признавался только Францией, Неаполем, Шотландией) Климента VII,  вернувшегося, после бегства из Рима в Неаполь, в Авиньон. Началась Великая Западная Схизма. И папы, и антипапы  препятствовали окончанию Столетней войны.
В Лангедоке прокатились легко подавленные восстания против всё более увеличивающегося налогового бремени и произвола чиновников Людовика Анжуйского. Карл V отозвал брата из Лангедока, а на смертном одре отменил важную для королевской казны подымную подать.
Карл V оставил своим наследником старшего сына Карла VI. Поскольку наследник был несовершеннолетним, Карл V в завещании предусмотрел порядок управления страной в переходный период. Сразу же после смерти короля его завещание было нарушено.

## Личность
Искушённый в дипломатических интригах и неравнодушный к просвещению, Карл V остался в памяти потомков как Мудрый. Его личная библиотека в Луврском дворце насчитывала 973 книги. При его дворе служил известный поэт Эсташ Дешан, а также получила образование и воспитание выдающаяся писательница Кристина Пизанская, отец которой Томмазо да Пидзано был королевским врачом и астрологом.

## Семья и дети
Жена: (с 8 апреля 1350) Жанна де Бурбон (3 февраля 1337 — 6 февраля 1378), дочь Пьера I, герцога де Бурбон, и Изабеллы де Валуа. Приходилась Карлу V кузиной. Из их детей до взрослого возраста дожили только 2 сына:
- Жанна (1357—1360);
- Бонна (1360—1360);
- Жанна (7 июня 1366 — 21 декабря 1366);
- Карл VI Безумный (3 декабря 1368 — 21 октября 1422), король Франции;
- Мария (1370—1377);
- Людовик I Орлеанский (13 марта 1372 — 23 ноября 1407), герцог Орлеанский, основатель Орлеанской ветви дома де Валуа. Дед короля Франции Людовика XII;
- Изабелла (1373—1378);
- Екатерина (1378—1388).